# Муниципальные выборы в Эстонии (2021)
Очередные муниципальные выборы в Эстонии проходили с 11 по 17 октября 2021 года. Это были девятые выборы в местные органы власти с момента восстановления независимости страны в 1991 году.
Правом голоса обладают все жители страны, независимо от их гражданства, которым на момент выборов исполнилось шестнадцать лет и которые имеют долгосрочный вид на жительство в Эстонии.
Возраст для выдвижения должен составлять от 18 полных лет, все кандидаты должны быть гражданами Эстонии или другого государства-члена Европейского Союза.